# Zmiiv
Zmiiv (tiếng Ukraina: Зміїв) là một thành phố của Ukraina. Thành phố này thuộc tỉnh Kharkiv. Thành phố này có diện tích ? km2, dân số theo điều tra dân số năm 2001 là 17063 người.